# Helge Detlef Risch
Helge Detlef Risch (* 1962 oder 1963) ist ein Flottillenadmiral der Deutschen Marine und wird seit April 2024 im Marinekommando eingesetzt.

## Militärische Laufbahn
Im Jahr 2001 war Risch für ein Jahr als Erster Offizier im Dienstgrad Korvettenkapitän auf dem Segelschulschiff Gorch Fock. Später diente Risch im Führungsstab der Marine in Bonn. Am 29. September 2006 übernahm er bis 2008 das Kommando über die Fregatte Hamburg von Rainer Engelbert. Nachfolgend diente er in Norfolk/Virginia (Vereinigte Staaten) als Verbindungsoffizier und Militärattaché.
Am 24. August 2012 wurde Risch Kommandant der Gorch Fock. Nach knapp zwei Jahren übergab Risch am 28. Juni 2014 das Kommando über die Gorch Fock an seinen Nachfolger Nils Brandt.
Vor seiner Versetzung nach Peking zum 1. September 2020 als Militärattaché und Nachfolger von Jürgen Karl Uchtmann wurde Risch im Rahmen seiner Ausbildung zum Verteidigungsattaché im Streitkräfteamt in Bonn im temporären Dienstgrad (TR, temporary rank) Flottillenadmiral eingesetzt.
In China diente er mit dem Militärattachéstab an der deutschen Botschaft als Ansprechpartner für das Bundesministerium der Verteidigung und die Bundeswehr für Angelegenheiten in China. Er war für die Mongolei nebenakkreditiert. Nach einer kurzen Verwendung in der Einsatzflottille 1 wurde er im April 2024 auf den Dienstposten des Abteilungsleiters Personal/Ausbildung/Organisation im Marinekommando in Rostock versetzt.